# From the Hip (Bang Tango)
From the Hip è il quinto album in studio del gruppo musicale statunitense Bang Tango, pubblicato nel 2006 dalla Perris Records.

## Tracce
1. It's All OK – 3:13
2. Ain't Nothin' Better – 2:53
3. Go, Go, Go – 3:21
4. Carry Me Up – 3:26
5. Mother Mary – 3:33
6. Get Use to It – 2:02
7. I'm the One – 2:46
8. Simple – 4:05
9. One More Spin – 2:45
10. Angel Devil – 3:12

## Formazione
- Joe Lestè – voce
- Mark Simpson – chitarra
- Lance Eric – basso
- Timmy Russell – batteria